# Solen går ned
|  | Denne artikel er oprettet af botten PalnaBot ud fra en ekstern database. Den kan derfor have sproglige fejl eller mangler. Denne skabelon kan fjernes efter kontrol af indholdet. |

Solen går ned er en animationsfilm instrueret af Bent Barfod efter manuskript af Bent Barfod, Kjeld Simonsen.

## Handling
Et fabulerende dynamisk tegnefilmforløb med satiriske indslag.